# Terra Nostra (série télévisée)
Terra Nostra est une telenovela brésilienne en 221 épisodes de 65 minutes, écrite par Benedito Ruy Barbosa et diffusée entre le 20 septembre 1999 et le 2 juin 2000 sur le réseau Globo.
En France, le feuilleton a été remonté en 260 épisodes de 24 minutes et diffusé du 16 octobre 2000 au 12 octobre 2001 sur Téva et entre le 9 octobre 2017 et le 5 avril 2018 sur Novelas TV.

## Synopsis
À la fin du XIXe siècle, le Brésil abolit l'esclavage. Beaucoup de noirs quittent les fazendas et souhaitent vivre loin de leurs anciens maîtres.
De nombreux Italiens émigrent vers l'Amérique avec l'espoir d'une vie meilleure. Parmi eux, ce feuilleton nous invite à suivre le destin du jeune Matteo Batistela, qui sur le bateau l'amenant au Brésil va rencontrer une jolie compatriote, Giuliana Esplendore, ainsi qu'un couple Bartolo Migliavacca et sa femme Leonora avec lesquels il va se lier d'amitié.
À São Paulo, Giuliana sera hébergée par un ami de son père, le banquier Francesco Magliano, immigré italien lui aussi, qui a fait fortune et s'est marié avec une Brésilienne, Dona Janete. Cette dernière n'a que du mépris pour les Italiens et le fera sentir à la jeune Giuliana.
Matteo, Bartolo et Leonora, quant à eux, vont trouver du travail dans la plantation de café du Senhor Gumercindo Telles de Aranha, dont les deux filles Angélica et surtout Rosana ne resteront pas indifférentes devant le beau Matteo.

## Distribution
- Ana Paula Arósio (VF : Delphine Moriau) : Giuliana Esplendore
- Thiago Lacerda (VF : Nessym Guetat) : Matteo Batistela
- Carolina Kasting : Rosana
- Antônio Fagundes (VF : Alain Louis[N 1]) : Gumercindo Telles de Aranha
- Débora Duarte : Maria do Socorro Telles de Aranha
- Raul Cortez (VF : Alexandre Von Sivers) : Francesco Magliano
- Ângela Vieira (pt) (VF : Myriam Thyrion) : Janete Magliano
- Maria Fernanda Cândido : Paola
- Marcello Antony (pt) : Marco Antonio
- Paloma Duarte (pt) (VF : Sophie Servais) : Angélica
- Gabriel Braga Nunes : Augusto
- Cláudia Raia : Hortência
- Chico Anysio : Barão Josué Medeiros

### Note
1. ↑  Antônio Fagundes est toujours doublé en VF par Alain Louis, comme dans le feuilleton Destinées.